# Frontière entre le Kentucky et la Virginie-Occidentale
La frontière entre le Kentucky et la Virginie-Occidentale est une frontière intérieure des États-Unis délimitant les territoires du Kentucky à l'ouest et la Virginie-Occidentale à l'est.
Son tracé suit le cours de la rivière Tug Fork depuis Cline Cemetery jusqu'à sa confluence avec la Big Sandy à Louisa jusqu'à sa confluence avec l'Ohio.

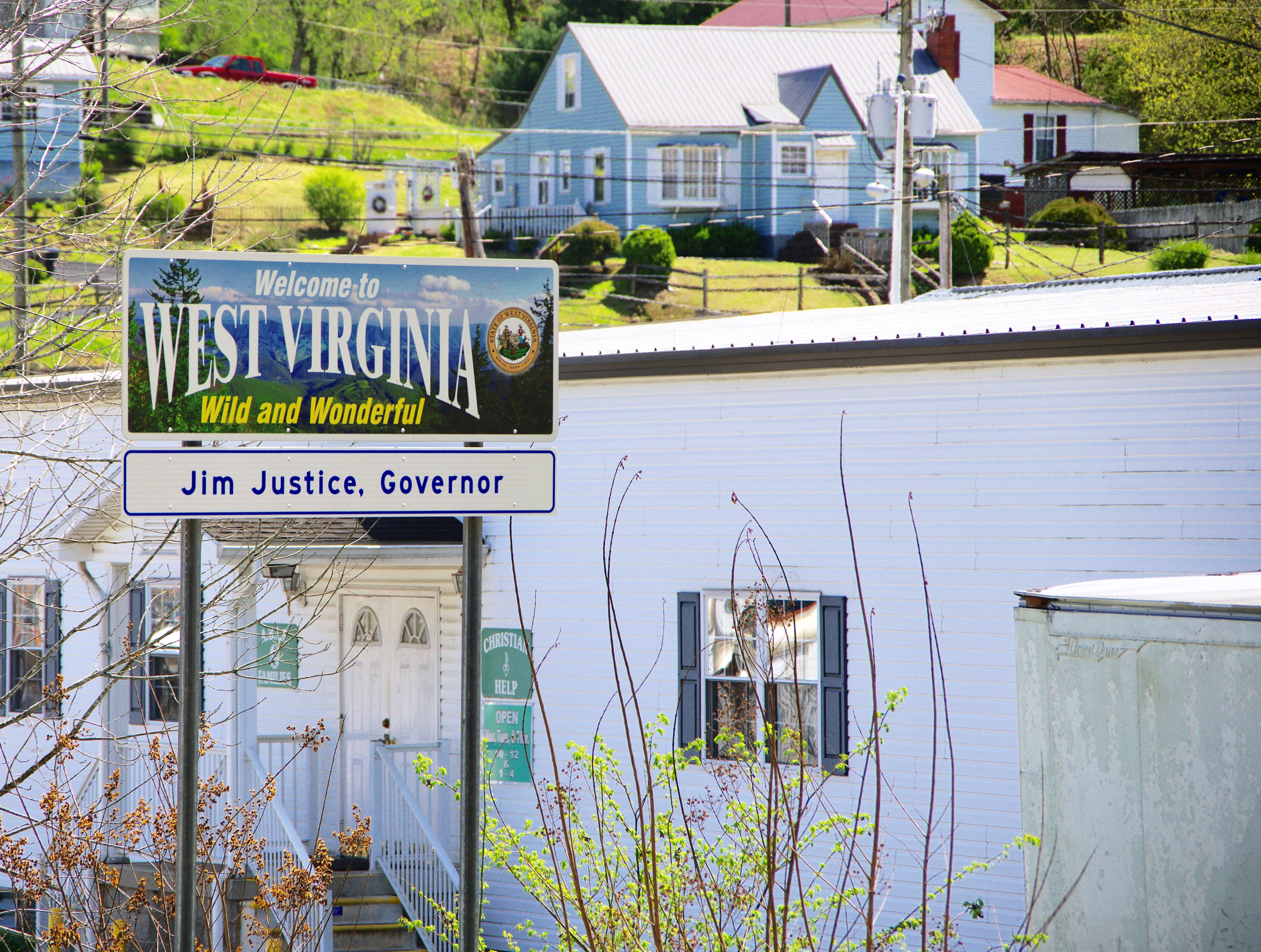
Entrée en Virginie-Occidentale à Kermit depuis le Kentucky.